# Dwergvaraan
De dwergvaraan (Varanus storri) is een hagedis uit de familie varanen en het subgenus Odatria.

## Naam en indeling
De wetenschappelijke naam van de soort werd voor het eerst voorgesteld door Robert Friedrich Wilhelm Mertens in 1966. Oorspronkelijk werd de naam Varanus storri storri gebruikt. De soortaanduiding storri is een eerbetoon aan de Australische ornitholoog Glen Storr (1921 - 1990).

## Uiterlijke kenmerken
Deze varaan blijft veel kleiner dan veel geslachtsgenoten en wordt ongeveer 27 tot 35 centimeter lang inclusief staart. De varaan is daarnaast duidelijk te herkennen aan de zeer gekielde schubben op de staart die deze een zeer stekelig oppervlak geven, iets wat bij de meeste Australische soorten niet voorkomt. De kleur is meestal witbruin tot grijsbruin of zwart, met kleine ronde oog-achtige vlekjes over het hele lichaam en zoals alle varanen een lange nek en idem staart. Mannetjes en vrouwtjes hebben dezelfde kleur en vorm en zijn moeilijk uit elkaar te houden.

## Verspreiding en habitat
De dwergvaraan komt voor in de binnenlanden van Australië in de provincies Noordelijk Territorium, Queensland en West-Australië. Er worden twee ondersoorten erkend die in een ander deel van het verspreidingsgebied te vinden zijn. Varanus storri storri komt voor in Queensland en de ondersoort Varanus storri ocreatus komt voor in Noordelijk Territorium en West-Australië. De varaan komt voor in verschillende soorten biotopen, van vochtige bosachtige streken tot droge steppen. Het is een bodembewoner die maar af en toe in een tak klimt om een prooi te achtervolgen of om te zonnen.
Door de internationale natuurbeschermingsorganisatie IUCN is de beschermingsstatus 'veilig' toegewezen (Least Concern of LC).

## Levenswijze
Het voedsel bestaat uit vogel- en reptieleneieren, jonge vogels, grotere insecten, kleine knaagdieren en hagedissen. De belangrijkste vijanden zijn grotere roofvogels en slangen. De varaan is eierleggend en een vrouwtje produceert tot zes eieren per legsel.
Dwergvaranen worden weleens in gevangenschap gehouden, maar wanneer er meer dan één exemplaar wordt gehouden hebben ze in verhouding een groot terrarium nodig aangezien ze niet erg tolerant tegen elkaar zijn. In het wild daarentegen leven de varanen in groepen bij elkaar, wat bij andere varanen een zeldzaamheid is.